# Casa de Courtenay
La Casa de Courtenay era una casa real y una rama cadete de la Dinastía Capeto. Fundada por Pedro I de Courtenay, hijo de Luis VI de Francia, la familia tomó su nombre del señorío de Courtenay, del que la esposa de Pedro era heredera.

## Casa Capeto de Courtenay
El matrimonio de Pedro I de Courtenay, también conocido como Pedro de Francia, con Isabel, hija de Reinaldo de Courtenay, representante de la rama más antigua de los señores de Courtenay, se celebró en 1150 por decisión de Luis VII. Tienen numerosos descendientes, principalmente a través de sus hijos Pedro II de Courtenay (para la rama mayor) y Roberto de Courtenay (para la rama más joven).

## Rama mayor

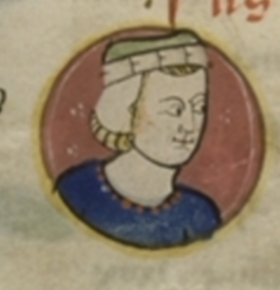
Pedro II de Courtenay

Pedro II de Courtenay (hijo mayor de Pedro de Francia, Señor de Courtenay, e Isabel) se convirtió en el Conde de Auxerre, Nevers y Tonnerre por su matrimonio con la condesa Inés I de Nevers. Después de la muerte de su primera esposa, se casó con Yolanda de Flandes. En 1216, a la muerte del hermano de su esposa, el emperador latino de Constantinopla Enrique de Henao, los barones de Constantinopla eligieron a Pedro II de Courtenay para sucederlo, pero fue capturado cuando intentaba llegar a Constantinopla y murió en cautiverio en 1219.
Su hijo, Roberto de Courtenay, intentó mantener el imperio vendiendo sus posesiones (incluido el Marquesado de Namur). El emperador Roberto fue expulsado de Constantinopla por sus súbditos en 1228. Su hermano y sucesor Balduino II de Constantinopla perdió la corona cuando Constantinopla fue tomada por los griegos (1261), y murió en el exilio en Italia en 1273. Su nieta, Catalina de Courtenay, se casó en 1300 con Carlos de Valois, hijo de Felipe III de Francia, y las tierras de Courtenay pasaron a la Casa de Francia.

## Rama menor
Roberto, el segundo hijo de Pedro de Francia e Isabel de Courtenay, recibió algunos señoríos, incluido el de Champignelles. Uno de sus hijos, Pedro de Courtenay, Señor de las Conchas, acompañó a San Luis en Tierra Santa durante la Séptima Cruzada. Murió en la Batalla de Al Mansurah (1250), junto con el hermano del rey, Roberto I, Conde de Artois. Su única hija Amicie de Courtenay se casó con Roberto II, el Conde de Artois, hijo de Roberto de Artois. En 1285, Robert II de Courtenay, Señor de Champignelles (nieto de Roberto), se convirtió en el jefe de la Casa de Courtenay a la muerte de Felipe de Courtenay, hijo del emperador Balduino II de Courtenay.
Al extinguirse los miembros de la rama mayor, la familia Courtenay cayó en el olvido. Se habían convertido en señores provinciales menores, ya que la rama mayor había vendido la mayoría de las posesiones de la familia en su intento de preservar el Imperio Latino en Oriente. Uno de los descendientes de Roberto de Courtenay, Juan III de Courtenay-Champignelles, fue hecho prisionero por los ingleses en la Batalla de Poitiers en 1356 y más tarde luchó junto a Bertrand du Guesclin. Su sobrino Pedro III de Courtenay-Champignelles llegó a ser chambelán y asesor del rey Carlos VI. Otro miembro de la familia, Francisco de Courtenay-Bléneau, es nombrado caballero en Marignan (1515), y Ana de Courtenay, otra descendiente de Roberto, en 1583 se convirtió en la primera esposa de Maximilien de Béthune, duque de Sully.
El título de Jefe de la Casa de Courtenay se transmite a lo largo del tiempo de una rama a otra, en 1472 a Juan II de Courtenay, Señor de Bléneau, luego en 1655 a Luis de Courtenay, Señor de Chevillon. Desde 1603, trataron en vano de obtener reconocimiento, muchas veces, el estado de "príncipes de sangre real". El último hombre de la rama final murió en 1733, y la familia se extinguió el 29 de junio de 1768, con la muerte de su sobrina, Helena de Courtenay (1689-1768), marquesa de Bauffremont.

## Genealogía
```
Hutton
, primer señor de Courtenay
│
└──> 
Josselin
 (1034-?), segundo señor de Courtenay
     x 1) Hildegarde de Gâtinais, hermana de 
Godofredo III de Anjou

     x 2) Isabel de Montlhéry, hija de 
Guido I de Montlhéry

     │
     ├─1> Hodierne
     │    x Geoffroy II, 
comte de Joigny
 ?
     │
     ├─2> 
Miles de Courtenay
, tercer señor de Courtenay
     │    x 1095 Ermengearde de Nevers, hija de 
Renaud II
 
comte de Nevers

     │    │
     │    ├──> Guillaume de Courtenay († 1145), cuarto señor de Courtenay
     │    │
     │    ├──> Joscelino 
     │    │
     │    └──> 
Renaud de Courtenay
, quinto señor de Courtenay
     │         x Hélène du Donjon
     │         │
     │         ├──> 
Isabel 

     │         │    x 
Pedro de Francia
, sexto señor de Courtenay
     │         │     │
     │         │     └──> 
Casa capeta de Courtenay

     │         │
     │         └──> una hija
     │              x N, señor de Seigneulay
     │
     ├─2> 
Joscelino I de Edesa
, 
conde de Edesa
 († 1131)
     │    x1) Beatriz, hija de 
Constantino I
, 
príncipe de Armenia

     │    x2) María de Salerno, hermana de 
Roger de Salerno
, 
regente de ntioquía

     │    │
     │    └─1> 
Joscelino II de Edesa
, conde de Edesa († 1159)
     │         x Beatriz
     │         │
     │         ├──> 
Joscelino III de Edesa
 († 1200)
     │         │     x 
Agnès de Milly

     │         │     │
     │         │     ├──> Beatriz
     │         │     │      x Otón de Henneberg (
Otto von Botenlauben
)
     │         │     │
     │         │     └──> Agnès
     │         │             x Guillaume de La Mandelie
     │         │
     │         ├──> 
Inés de Courtenay

     │         │    x 
Amalarico I
, 
rey de Jerusalén

     │         │
     │         └──> Isabel de Courtenay
     │              x 1149 
Thoros II
, 
príncipe de Armenia

     │
     └─2> Geoffroy Chapalu († 1139)
```